# Parastegana femorata
Parastegana femorata är en tvåvingeart som först beskrevs av Oswald Duda 1923.  Parastegana femorata ingår i släktet Parastegana och familjen daggflugor.
Artens utbredningsområde är Taiwan.